# 오스트리아 의회의사당

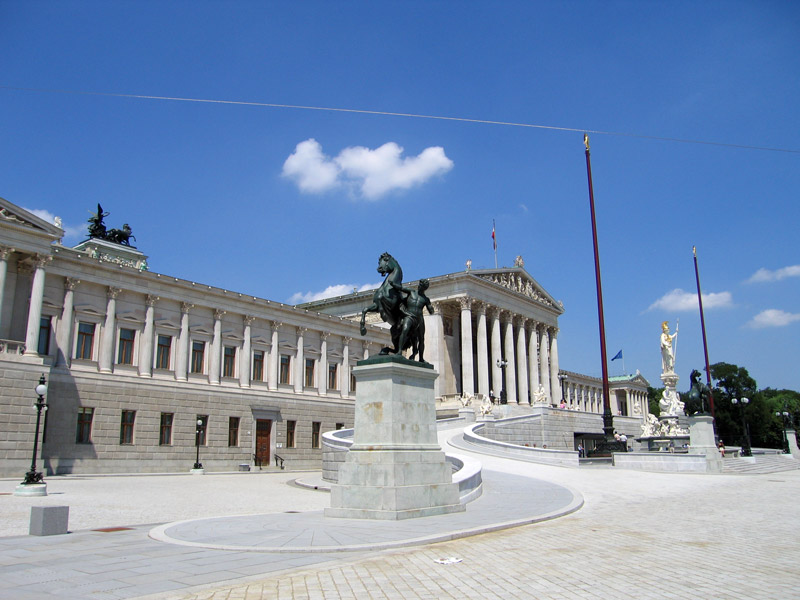
오스트리아 의회의사당

오스트리아 의회의사당(–議會議事堂, 독일어: Parlamentsgebäude)은 오스트리아 빈에 위치한 의회의사당이다.